# Relaciones Afganistán-India

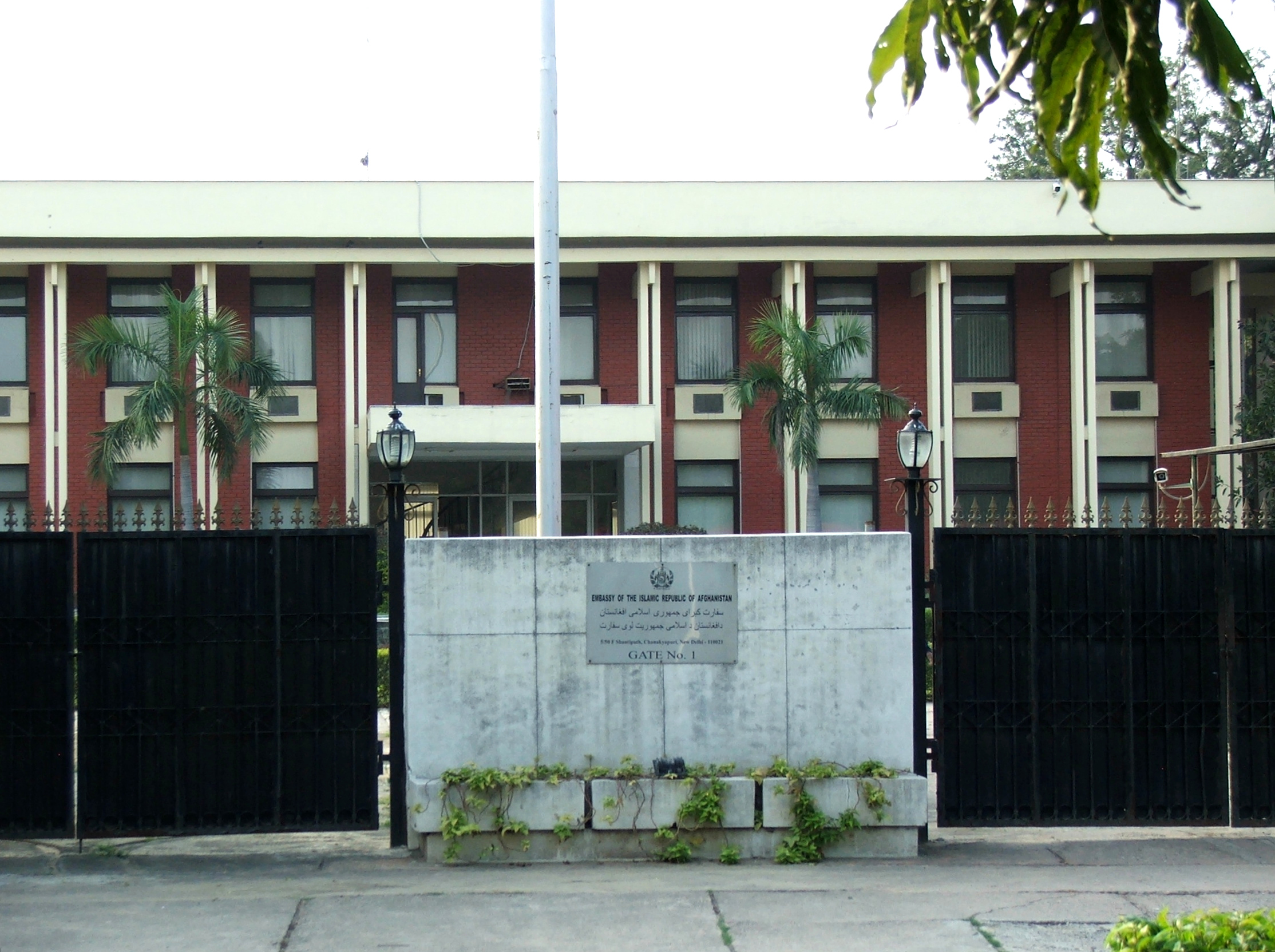
Embajada afgana en Nueva Delhi, India.

Las relaciones bilaterales entre el Emirato Islámico de Afganistán y la República de India han sido tradicionalmente fuertes y amistosas. Si bien la República de India fue el único país del sur de Asia que reconoció a la República Democrática de Afganistán (apoyada por la Unión Soviética) en la década de 1980, sus relaciones disminuyeron durante la Guerra civil afgana de los 1990-1996) y el gobierno talibán. India ayudó al  derrocamiento de los talibanes y se convirtió en el mayor proveedor regional de ayuda humanitaria y de reconstrucción para Afganistán. Los indios están trabajando en varios proyectos de construcción, como parte de los esfuerzos de reconstrucción de India en Afganistán. Pakistán alega que la agencia de inteligencia india Research and Analysis Wing está trabajando para encubrir a Pakistán y entrenar y apoyar a los insurgentes. una demanda rechazada fuertemente por la India y los Estados Unidos, este último históricamente es un fuerte aliado de Pakistán.
Un primo del entonces presidente Hamid Karzai dijo en 2007 que India es el "socio más querido de Afganistán". Shaida Mohammad Abdali, El embajador de Afganistán en India, en abril de 2017, señaló que India "es el mayor donante regional a Afganistán y el quinto mayor donante a nivel mundial con más de $ 3 mil millones en asistencia. La India ha construido más de 200 escuelas públicas y privadas, patrocina más de 1000 becas, alberga más 16,000 estudiantes afganos". Tras el 2008 bombardeo de la embajada india en Kabul, el  Ministerio de Relaciones Exteriores de Afganistán citó a India como un "país hermano" y la relación entre los dos como uno que "ningún enemigo puede obstaculizar". Las relaciones entre Afganistán e India recibieron un gran impulso en 2011 con la firma de un acuerdo de asociación estratégica, Afghanistan's first since the Soviet invasion of 1979.
Según una encuesta de 2010 Gallup, que entrevistó a 1000 adultos, el 50% afganos aprobó el desempeño laboral del liderazgo de la India y el 44% lo rechazó y el 6% se negó a responder. Fue el índice de aprobación más alto de la India por otro país en Asia. Según la encuesta, es más probable que los adultos afganos aprueben el liderazgo de la India que el liderazgo chino o estadounidense.

## Historia

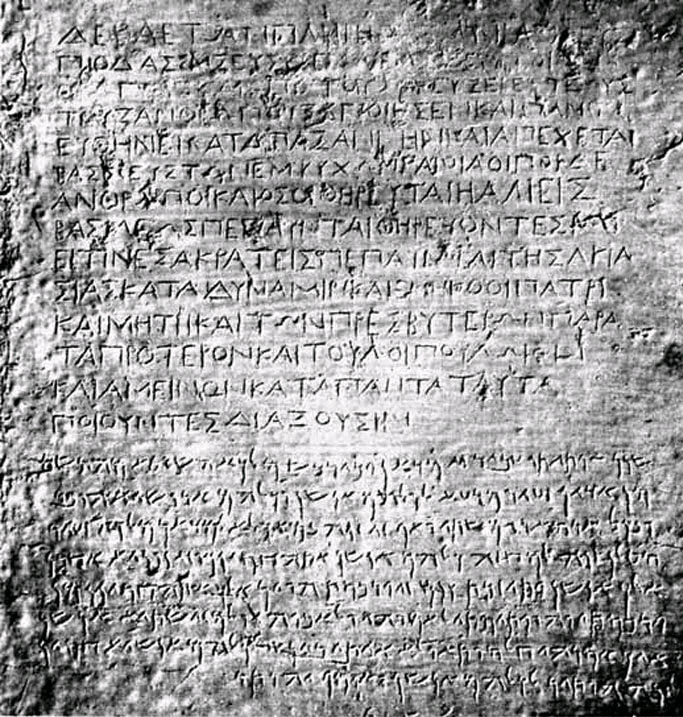
Un Edicto de Ashoka de Kandahar, ahora en el museo de Kabul.

Las relaciones entre la gente de Afganistán e India se remontan a la Civilización del Valle del Indo. Tras la breve ocupación de Alejandro Magno, el estado sucesor del Imperio seléucida controlaba la región conocida hoy como afganos En el 305 a. C., cedieron gran parte de la misma al indio Imperio Maurya como parte de un tratado de alianza que controlaba la región conocida hoy en día como Afganistán.

Alexander se los quitó a los arios y estableció sus propios asentamientos, pero Seleucus Nicator se los dio a  Sandrocottus (Chandragupta Maurya), según los términos de los matrimonios mixtos y de recibir a cambio 500 elefantes.
Estrabón 64 a. C. – 24 d. C.

Los mauryas trajeron budismo de la India y controlaron el área al sur de Hindu Kush. Su declive comenzó 60 años después de que el gobierno de Ashoka el Grande (Ashoka) terminara, lo que llevó a la civilización helenística a reconquistar de la región por los Greco-Bactrianos. Gran parte pronto se separó de los greco-bactrianos y se convirtió en parte del Reino indogriego. Los indogriegos habían sido derrotados y expulsados por los indo-escitas a finales del siglo II a. Gran parte de Afganistán ha sido influenciado por las culturas budista,  Hindú y  Zoroastriano hasta la llegada del Islam en el siglo VII. Pero a pesar de que muchos afganos aceptaron el mensaje del Islam, los musulmanes y los hindúes vivieron uno al lado del otro.

"Kabul tiene un castillo celebrado por su fortaleza, accesible solo por una carretera. En él hay musulmanes, y tiene una ciudad, en la que están infieles hindús."
Al-Istajri 921 d. C.

Entre el siglo X y mediados del siglo XVIII, el norte de la India ha sido invadido por una serie de invasores basados en lo que hoy es Afganistán. Entre ellos estaban ghaznávidos, gúridos, khaljis, suríes, mogoles y durraníes. Durante estas épocas, especialmente durante el período mogol (1526–1858), muchos afganos comenzaron a emigrar a la India debido a la inestabilidad política en sus regiones.

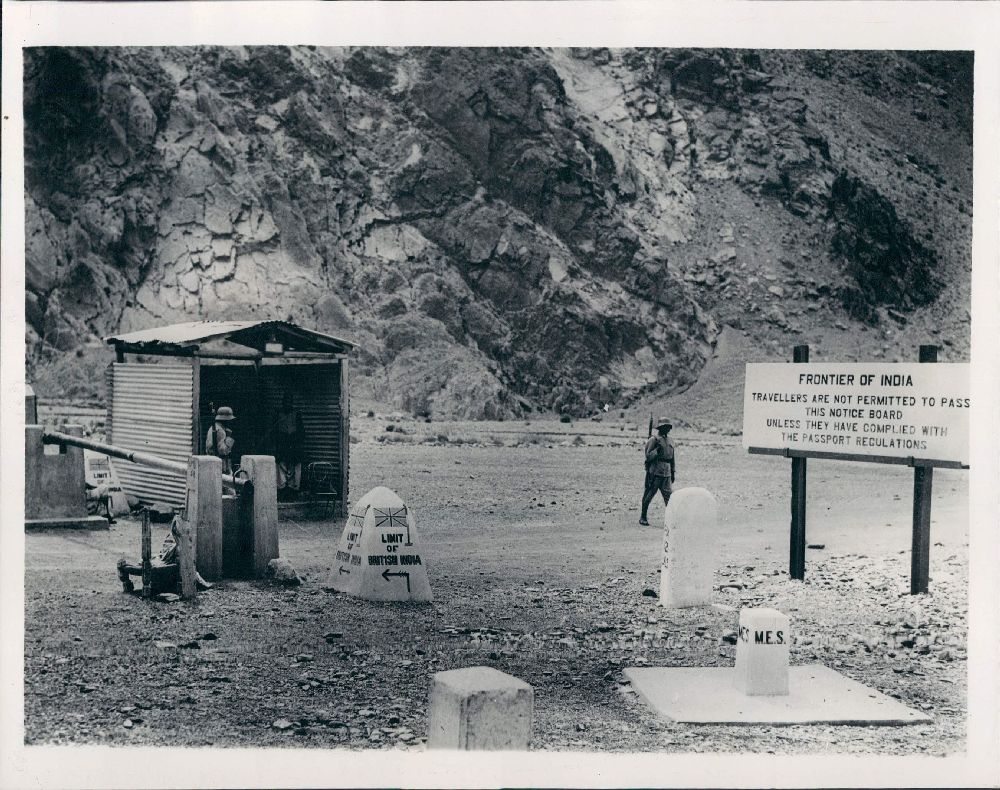
Cruce de la frontera entre India británica y Afganistán en 1934.

Khan Abdul Ghaffar Khan y Khan Sahib eran líderes prominentes del movimiento de independencia indio y partidarios activos del Congreso Nacional Indio. Aunque el NWFP se convirtió en parte de Pakistán en 1947, el apoyo activo de Pashtun a la lucha por la libertad de los indios dio lugar a una gran simpatía en la India por la causa de la autonomía y la libertad de Pashtun. El gobierno indio continuó apoyando al líder de Pashtun, Khan Abdul Ghaffar Khan, en cabildeo para lograr una mayor libertad de Pashtun en el NWFP. Los indios están trabajando en varios proyectos de construcción, como parte de los esfuerzos de reconstrucción de India en Afganistán, aunque la agencia de inteligencia india  RAW es acusada por países como Pakistán de trabajar para difamar a Pakistán y entrenar y apoyar a los insurgentes. Se estima que estos trabajadores están entre 3,000 y 4,000. Los ciudadanos indios estacionados en Afganistán a menudo se enfrentan a amenazas continuas de seguridad en el país, con secuestros y muchos ataques (como el ataque de Kabul en febrero de 2010) llevados a cabo deliberadamente sobre ellos.
En enero de 1950, se firmó un Tratado de Amistad de cinco años entre los dos países en Nueva Delhi. Además de afirmar la "paz y amistad eternas entre los dos gobiernos", el tratado preveía el establecimiento de puestos diplomáticos y consulares en los territorios de cada uno.

### Ocupación soviética al régimen talibán
La República de la India fue la única nación del Sur de Asia en reconocer a la República Soviética de Afganistán y la  Unión Soviética en los territorios afganos, y proporcionó ayuda humanitaria al presidente Najibullah Gobierno en Afganistán. Tras la retirada de las fuerzas armadas soviéticas de Afganistán en 1989, la India siguió apoyando al gobierno de  Najibullah con ayuda humanitaria. Después de su caída, la India y la comunidad internacional apoyaron al gobierno de coalición que tomó el control, pero las relaciones y los contactos terminaron con el estallido de otra guerra civil, que llevó al poder a los talibanes, una milicia islamista apoyada por Pakistán. El régimen talibán fue reconocido solo por Pakistán, Arabia Saudita y Emiratos Árabes Unidos (EAU). La destrucción de los monumentos Bamiyan Buddha por los talibanes provocó indignación y protestas enojadas por parte de la India. En 1999, el secuestrado Vuelo 814 de Indian Airlines aterrizó y se quedó en Kandahar en Afganistán y se sospechaba que los talibanes los apoyaban. India se convirtió en uno de los partidarios clave de los anti-talibanes Alianza del Norte.

### Desde 2001

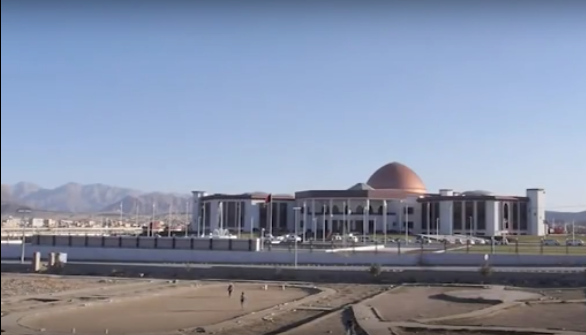
El nuevo edificio Parlamento afgano ha sido construido por la India.

Durante la invasión de Afganistán dirigida por Estados Unidos [invasión de Afganistán por parte de Estados Unidos] en 2001, India ofreció inteligencia de inteligencia (inteligencia (recopilación de información)) y otras formas de apoyo a la [Guerra en Afganistán (2001-presente) Fuerzas de la coalición]]. Después del derrocamiento de los talibanes, la India estableció relaciones diplomáticas con el gobierno democrático recientemente establecido, brindó ayuda y participó en los esfuerzos de reconstrucción. India ha proporcionado 650–750 millones de $ en ayuda humanitaria y económica, lo que la convierte en el mayor proveedor regional de ayuda para Afganistán. El apoyo y la colaboración de la India se extienden a la reconstrucción de enlaces aéreos, centrales eléctricas e inversiones en los sectores de salud y educación, así como también a la capacitación de funcionarios, diplomáticos y policías afganos. India también busca el desarrollo de líneas de suministro de electricidad, petróleo y gas natural. También para dar becas a estudiantes afganos.
La Organización de caminos fronterizos del Ejército indio construyó una carretera importante en 2009 en la remota provincia afgana de Nimroz, que conecta Delaram a Zaranj. Esto ha demostrado ser una ruta alternativa viable para el movimiento libre de impuestos de mercancías a través del puerto Chabahar en Irán a Afganistán. La clave de la estrategia de la India en Afganistán es construir enlaces de transporte que pasen por alto Pakistán, ayudando a reducir la dependencia de la economía afgana de Pakistán.
En 2005, India propuso la membresía de Afganistán en la Asociación Sudasiática para la Cooperación Regional (SAARC). Ambas naciones también desarrollaron la cooperación estratégica y militar contra los militantes islámicos. Debido al asesinato de un ciudadano indio por militantes talibanes en noviembre de 2005, India desplegó a 200 soldados de la Policía Fronteriza Indo-Tibetana (ITBP) para brindar seguridad a los ciudadanos indios y los proyectos apoyados por India. Afganistán fortaleció sus lazos con la India a raíz de las tensiones y problemas persistentes con Pakistán, que se sospechaba que continuaba protegiendo y apoyando a los talibanes. India sigue una política de estrecha colaboración con países como Afganistán, Bután e Irán para reforzar su posición como potencia regional y contener a su rival Pakistán, acusado de ayudar e instigar a los militantes islámicos en Cachemira y otros estados de la india.
Se firmaron tres memorandos de entendimiento (MOU) para fortalecer la cooperación en los campos del desarrollo rural, la educación y la estandarización entre la Oficina de Normas de la India (BIS) y la Autoridad Nacional de Normalización de Afganistán entre Afganistán y la India durante la visita de Hamid Karzai de la India en abril de 2006. Durante la visita del Ministro de Relaciones Exteriores afgano, el Dr. Spanta, entre el 29 de junio y el 1 de julio de 2006, se firmó un acuerdo por el que se otorgaron $ 50 millones para promover negocios bilaterales entre Afganistán e India. Durante el mismo año, India elevó su paquete de ayuda a Afganistán en $ 150 millones, a $ 750 millones. En 2007, Afganistán finalmente se convirtió en el octavo miembro de la SAARC.
En julio de 2008, embajada de India en Kabul fue atacada por un coche bomba suicida - el ataque más mortal en Kabul desde la  caída de los talibanes en 2001. El bombardeo mató a 58 personas e hirió a 141. Ravi Datt Mehta, oficial superior del ejército indio, estaba entrando en las puertas de la embajada en un automóvil junto con V. Venkateswara Rao cuando ocurrió el ataque. Ambos murieron en la explosión. La posición oficial del gobierno afgano implica que el ISI de Pakistán estuvo involucrado en el ataque. Esta posición ha encontrado soporte en recientes fugas de información clasificada por Wikileaks.
Durante la 15.ª cumbre de la SAARC en Colombo, India prometió otros $ 450 millones de dólares junto con otros $ 750 millones ya comprometidos para proyectos en curso y futuros. En agosto de 2008, el presidente afgano Hamid Karzai visitó Nueva Delhi. Esta visita fortaleció aún más las relaciones bilaterales, y el primer ministro Singh prometió ayuda adicional para Afganistán.
El 18 de octubre de 2009, la embajada india en Kabul fue atacada nuevamente por un coche bomba, poco más de un año después del ataque anterior. El ataque mató al menos a 17 personas. Otro ataque llevado a cabo por la misma organización terrorista con sede en Pakistán tuvo lugar en la casa de huéspedes Arya, donde se alojaban los médicos indios, lo que provocó la muerte de 18 personas. La promesa de la India de reconstruir Afganistán ha alcanzado un total de $ 2 mil millones en mayo de 2011 después de que Manmohan Singh llegara a Kabul para una visita de dos días. En el mismo año, la India donó 250,000 toneladas de trigo a Afganistán como parte del programa de asistencia humanitaria.
El asesinato en septiembre de 2011 del expresidente afgano Burhanuddin Rabbani fue condenado por la India, que declaró que "Trágicamente, las fuerzas del terror y el odio han silenciado a otra poderosa voz de la razón y la paz en Afganistán. Condenamos sin reservas este acto de gran brutalidad ", y reiteró el firme apoyo del pueblo y el gobierno de la India en la" búsqueda de paz y esfuerzos de Afganistán para fortalecer las raíces de la democracia ". India prometió apoyar al pueblo de Afganistán mientras se preparan para asumir la responsabilidad de su gobierno y seguridad después de la retirada de las fuerzas internacionales en 2014. En octubre de 2011, Afganistán firmó su primer pacto estratégico con India. La asistencia militar incluirá entrenamiento de personal de seguridad afgano. Durante su visita a India, Karzai dijo a los medios que "esta asociación estratégica no está dirigida contra ningún país. Esta asociación estratégica es para apoyar a Afganistán". También afirmó que "Pakistán es nuestro hermano gemelo, India es un gran amigo. El acuerdo que firmamos con nuestro amigo no afectará a nuestro hermano". También agregó que "Sin embargo, nuestro compromiso con Islamabad lamentablemente aún no ha dado el resultado que queremos".
Ambas partes lanzarán el Consejo de Asociación, el órgano más importante para implementar el Pacto de Asociación Estratégica en mayo de 2012.
El 22 de mayo de 2014, el consulado indio en Herat fue atacado por 3 militantes equipados con AK-47, juegos de rol, granadas de mano y chalecos suicidas. "Nuestras instalaciones han sido atacadas repetidamente por aquellos que no apoyan el trabajo de desarrollo de India en Afganistán. El ataque no diluirá la asistencia de desarrollo de India y su contribución a la rehabilitación y reconstrucción de Afganistán", dijo el embajador de India en Kabul Amar Sinha.
El 24 de diciembre de 2015, India donó tres helicópteros de ataque Mi-25 (con la opción de enviar uno más en el futuro) a Afganistán como parte de la asociación estratégica bilateral para contrarrestar a los talibanes. Al día siguiente, 25 de diciembre, el primer ministro indio Narendra Modi visitó Kabul para abrir el nuevo parlamento afgano construido frente a las ruinas del Palacio Darul Aman, que India había construido por $ 90 millones. Modi dijo: "Se mantendrá como un símbolo perdurable de los lazos de emociones y valores, de afecto y aspiraciones que nos unen en una relación especial". Presidente Ghani  tuiteó "Aunque, India y Afganistán no necesitan presentación, estamos vinculados por mil lazos ... Nos hemos apoyado en el mejor y el peor de los tiempos".
El 4 de junio de 2016, el Primer Ministro Narendra Modi y el presidente de Afganistán Ashraf Ghani inauguraron formalmente los $ 290 millones Presa de Salma con una capacidad de generación de energía de 42 MW. El agua de la presa también servirá para fines de riego. Se espera que la represa ayude a Afganistán a capitalizar las oportunidades que se abrirán una vez que se complete el proyecto respaldado por India Chabahar, que vincule el puerto en Irán con las redes de carreteras y ferrocarriles de Asia Central.

## Economía
India busca expandir su presencia económica en Afganistán a medida que la coalición internacional que lucha contra los talibanes retira las fuerzas de combate hasta 2014. Especialmente, quiere mejorar la conectividad del transporte y la colaboración económica con los países de Asia Central y Meridional. India ya ha invertido $ 10.8 mil millones en Afganistán a partir de 2012. Es probable que surjan más proyectos de este tipo después del retiro de la OTAN. Esto incluye la instalación de minas de hierro, una planta de acero de 6 MTPA (por SAIL — Steel Authority of India Limited), una planta de energía de 800 MW, proyectos de energía hidroeléctrica, líneas de transmisión, carreteras, etc., India ayudó a los afganos en la reconstrucción de Presa de Salma en la provincia de Herat. Además de producir 42 MW de potencia, esta presa de amistad indo-afgana proporciona riego para 75,000 hectáreas de tierras agrícolas en el distrito de Chisti Sharif. India e Irán están listos para firmar un acuerdo de tránsito para el transporte de mercancías a Afganistán sin salida al mar. El gobierno indio está invirtiendo más de US $ 100 millones en la expansión del puerto Chabahar en el sureste de Irán, que servirá como un centro para el transporte de mercancías en tránsito. Además, como un gesto de buena voluntad, la India también ha construido un nuevo complejo parlamentario para el gobierno afgano a un costo de INR 710 millones de dólares ($ 115 millones). Este edificio fue inaugurado el 25 de diciembre de 2015. Since Pakistan refused land access, India & Afghanistan have established two air corridors to facilitate bilateral trade.

### Presa de la amistad India Afganistán

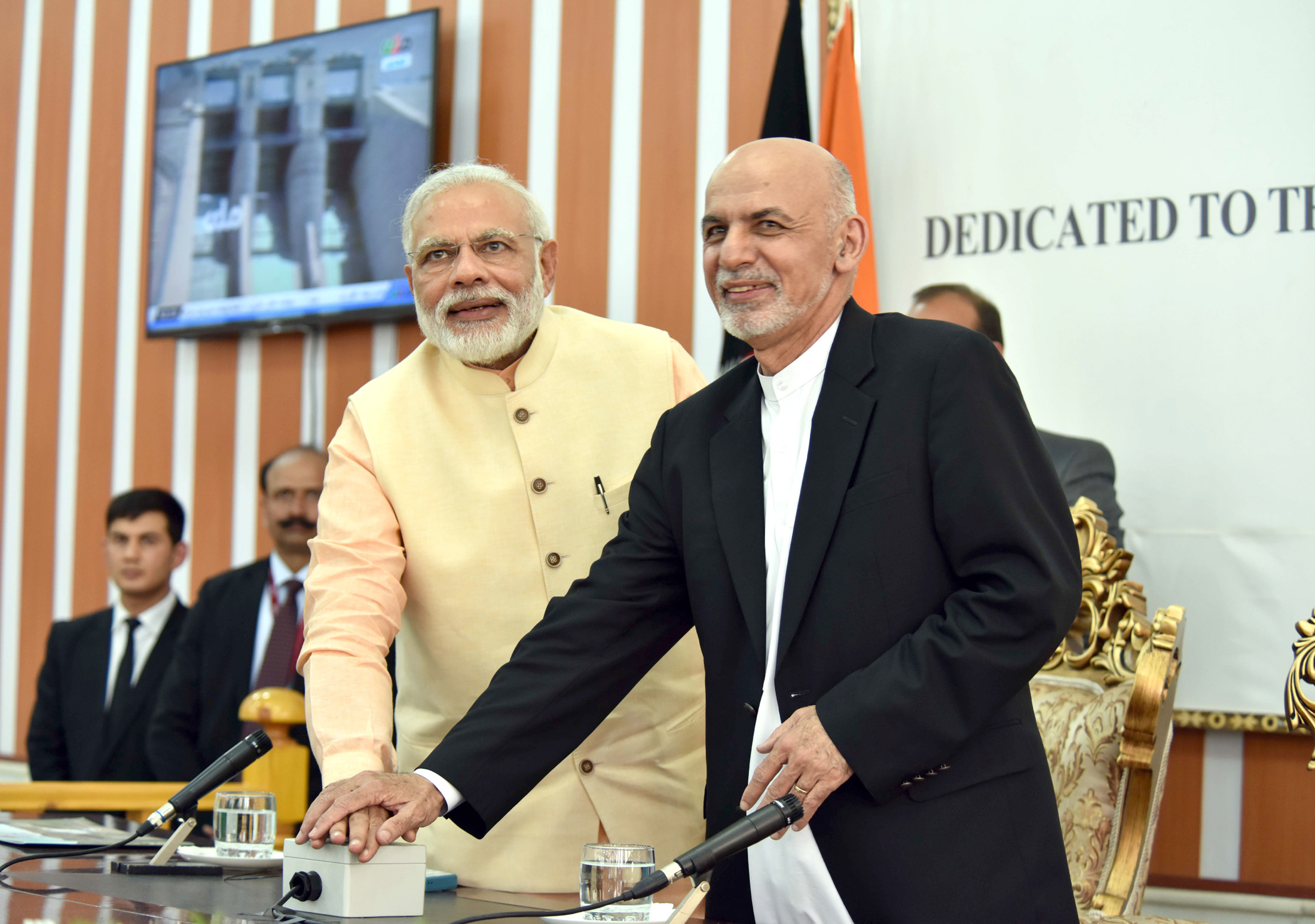
El primer ministro indio Narendra Modi y el presidente afgano Ashraf Ghani inaugurando la Presa Salma.

Presa de Salma, oficialmente la presa de amistad afgano-india, es un proyecto de presa hidroeléctrica y de irrigación ubicado en el río Hari en el distrito de Chishti Sharif, provincia de Herat, en el oeste de Afganistán. El gabinete afgano cambió el nombre de la presa de Salma a la presa de la amistad afgano-india en un movimiento para fortalecer las relaciones entre los dos países.
La planta hidroeléctrica produce 42 MW de energía además de proporcionar riego para 75,000 hectáreas de tierras de cultivo (estabilizando el riego existente de 35,000 hectáreas y el desarrollo de instalaciones de riego a 40,000 hectáreas adicionales de tierra).
La presa fue inaugurada el 4 de junio de 2016 por el primer ministro indio Narendra Modi junto con el presidente afgano Ashraf Ghani.

## Embajada y consulados de la India en Afganistán
India opera una embajada en Kabul y consulados en Herat, Kandahar, Jalalabad y Mazar-e-Sharif.
La embajada y los consulados de la India en Afganistán han sido blanco de terroristas repetidamente.